# ورزشگاه ریمنرسوالن
ورزشگاه ریمنرسوالن (سوئدی: Rimnersvallen) یک ورزشگاه فوتبال در اودوالا، سوئد است.
این ورزشگاه که در سال ۱۹۲۳ تأسیس شده‌است دارای ۱۲٬۰۰۰ نفر ظرفیت می‌باشد و یکی از ورزشگاه‌های جام جهانی فوتبال ۱۹۵۸ بوده‌است.